# René (Sarthe)
René település Franciaországban, Sarthe megyében. Lakosainak száma 390 fő (2022. január 1.). René Thoiré-sous-Contensor, Thoigné, Chérancé, Dangeul, Doucelles, Les Mées, Meurcé és Nouans községekkel határos.

## Népesség
A település népessége az elmúlt években az alábbi módon változott:
| Lakosok száma | 365  | 375  | 382  | 379  | 381  | 386  | 389  | 393  | 390  |
|               | 2013 | 2015 | 2016 | 2017 | 2018 | 2019 | 2020 | 2021 | 2022 |